# Serjania ochroclada
Serjania ochroclada är en kinesträdsväxtart som beskrevs av Ludwig Radlkofer. Serjania ochroclada ingår i släktet Serjania och familjen kinesträdsväxter. Inga underarter finns listade i Catalogue of Life.